# Louisa Reeve
Louisa Reeve (ur. 16 maja 1984 r. w Londynie) – brytyjska wioślarka.

## Osiągnięcia
- Mistrzostwa Świata – Monachium 2007 – ósemka – 3. miejsce[2].
- Igrzyska Olimpijskie – Pekin 2008 – ósemka – 5. miejsce[2].
- Igrzyska Olimpijskie – Pekin 2008 – dwójka bez sternika – 6. miejsce[2].
- Mistrzostwa Świata – Poznań 2009 – dwójka bez sternika – 6. miejsce[2].
- Mistrzostwa Świata – Bled 2011 – ósemka – 3. miejsce[2]